# Ключ 139
Ключ 139 (трад. и упр. 色) — ключ Канси со значением «краска»; один из 29, состоящих из шести штрихов.
В словаре Канси есть 21 символ (из 49 030), которые можно найти c этим радикалом.

## История
Древняя идеограмма изображала переплетение мужского и женского тел при соитии. Смысл знака заключался не столько в изображении любовной игры, сколько означал красоту и счастье на лицах любовников. Поэтому иероглиф, произошедший от идеограммы, имеет разные значения: «женская красота, женщина, выражение лица, цвет лица, цвет, внешний вид, пейзаж», а также «сладострастие, распутство, разврат, похоть».
В качестве ключевого знака иероглиф используется редко.

Вид в большой печати Чжуаньшу
Вид в малой печати Чжуаньшу

В словарях находится под номером 139.

## Примеры иероглифов
| Доп. штрихи | Иероглифы |
| ----------- | --------- |
| 0           | 色        |
| 4           | 艳        |
| 5           | 艴        |
| 8           | 艵        |
| 13          | 艶        |
| 18          | 艷        |

- Примечание: Ваш браузер может отображать иероглифы неправильно.